# تترافلورید تیتانیوم
تترافلورید تیتانیوم (به انگلیسی: Titanium tetrafluoride) با فرمول شیمیایی TiF۴ یک ترکیب شیمیایی است. که جرم مولی آن 123.861 g/mol می‌باشد. شکل ظاهری این ترکیب، پودر سفید است.